# Dix-septième district congressionnel de l'Illinois
Le 17e district congressionnel de l'Illinois est représenté par le Démocrate Eric Sorensen. Il comprend la majeure partie de la partie nord-ouest de l'État, la majeure partie de sa population vivant du côté Illinois des Quad Cities, ainsi que des parties de Peoria et Rockford.
Le 17e district s'est déplacé vers le nord après un redécoupage en 2012. Il a ensuite perdu Quincy et Decatur, ainsi que sa part de Springfield. On pensait généralement que la carte redessinée permettrait au district de revenir aux démocrates, qui l'ont détenu sans interruption de 1983 à 2011. Comme prévu, le Représentant sortant Bobby Schilling a été battu, après avoir effectué un seul mandat, par l'opposante démocrate Cheri Bustos lors du cycle électoral de 2012, qui a servi jusqu'en 2023,.
Les frontières ont été tracées dans un accord bipartisan pour protéger à la fois le titulaire démocrate Lane Evans et les titulaires républicains voisins. Les lignes du district ont été tracées pour déplacer les électeurs républicains dans les districts voisins et pour inclure les quartiers démocrates de Springfield et Decatur. Evans a pris sa retraite en 2006 en raison d'une santé déclinante, et le siège a été remporté par son assistant de longue date Phil Hare. Bien que le district ait été conçu pour élire un démocrate, Hare a perdu en 2010 face au propriétaire de pizzeria républicain Bobby Schilling. En 2012, la démocrate Cheri Bustos a remporté les élections de district.
Au début de 2021, Cheri Bustos annonce son intention de prendre sa retraite à la fin du 117e Congrès. En novembre 2021, l'ancien présentateur météo de WREX et WQAD, Eric Sorenson annonce sa candidature pour le siège. Il le remporte plus tard avec 52% des voes.

## Géographie

### Redécoupage de 2011
Le district couvre des parties des comtés de Peoria, Tazewell et Winnebago, et tous les comtés de Carroll, Fulton, Henderson, Henry, Jo Daviess, Knox, Mercer, Rock Island, Stephenson, Warren et Whiteside, à partir du redécoupage de 2011 qui a suivi le recensement de 2010. Tout ou partie de Canton, East Moline, Freeport, Galesburg, Kewanee, Moline, Peoria, Rock Island, Rockford, Pekin et Sterling sont inclus. Les représentants de ces districts ont été élus lors des élections primaires et générales de 2012, et les limites sont entrées en vigueur le 5 janvier 2013.

### Redécoupage de 2021
| #   | Comté       | Siège         | Population |
| --- | ----------- | ------------- | ---------- |
| 15  | Carroll     | Mount Carroll | 15 698     |
| 57  | Fulton      | Lewistown     | 33 197     |
| 73  | Henry       | Cambridge     | 48 907     |
| 95  | Knox        | Galesburg     | 49 268     |
| 109 | McDonough   | Macomb        | 26 839     |
| 131 | Mercer      | Aledo         | 15 582     |
| 113 | McLean      | Bloomington   | 170 889    |
| 143 | Peoria      | Peoria        | 179 432    |
| 161 | Rock Island | Rock Island   | 142 909    |
| 177 | Stephenson  | Freeport      | 44 021     |
| 179 | Tazewell    | Pekin         | 130 413    |
| 187 | Warren      | Monmouth      | 16 531     |
| 195 | Whiteside   | Morrison      | 55 305     |
| 201 | Winnebago   | Rockford      | 283 119    |

### Villes et CDP de 10 000 habitants ou plus
- Rockford - 148 655
- Peoria - 113 150
- Bloomington - 78 680
- Normal - 52 736
- Moline - 41 654
- Rock Island - 37 108
- Pekin - 31 731
- Galesburg - 30 052
- Freeport - 23 973
- Loves Park - 23 397
- East Moline - 21 374
- Macomb - 15 051
- Sterling - 14 764
- Canton - 13 242
- Kewanee - 12 509

### Villes de 2 500 à 10 000 personnes
- Monmouth - 8 902
- Rock Falls - 8 789
- Silvis - 8 003
- Bartonville - 5 945
- Peoria Heights - 5 908
- Milan - 5 097
- Colona - 5 045
- West Peoria - 4 263
- Morrison - 4 085
- Coal Valley - 3 873
- Fulton - 3 647
- Abingdon - 2 951
- Winnebago - 2 940
- Knoxville - 2 901
- Savanna - 2 783
- Lena - 2 772

À partir du redécoupage de 2020, ce district conservera le côté Illinois de la région des Quad Cities où résidait auparavant une grande partie de sa population, tandis que ses frontières sud s'étendront désormais plus loin dans le centre de l'Illinois. Le district comprendra des parties des comtés de Henry, Warren et McDonough, la moitié des comtés de Mercer, Stephenson, Tazewell, McLean, Fulton et Peoria, et tous les comtés de Carroll, Rock Island, Whiteside et Knox.
Le Comté d'Henry est divisé entre ce district et le 16e district. Ils sont divisés du côté nord-ouest par Shaffer Creek, Oakwood Cir, Oakmont Dr, Oakwood Country Club, Glenwood Rd, US Highway 6, E 450th St, Illinois Highway 280, Green River Rd et Kings Dr. Ils sont divisés au sud-est, côte à côte par E 1770th St, N 650th Ave/N 570th Ave, Timber Rd, E 2400th St et N 1200 St. Le 17e district englobe les municipalités de Colona, Kewanee et Galva.
Le Comté de Warren est divisé entre ce district et le 15e district. Ils sont divisés par la 60e rue et la 180e avenue. Le 17e district englobe les municipalités d'Alexis (partagé avec le Comté de Mercer), de Monmouth et une partie de Cameron.
Le Comté de McDonough est divisé entre ce district et le 15e district. Ils sont divisés par US Highway 136, US Highway 67, N 1150th Rd, Grant St, Deer Rd, N 1200th St, S Quail Walk Rd, Jamestown Rd, Arlington Rd, La Moine River, Emory Rd, N 1400th Rd, Krohe Dr., E 1200th St, N 1800th Rd et E 1900th St, N 1700th St, E 2000th St. Le 17e district englobe les municipalités de Bardolph et la majorité de Macomb.
Le Comté de Mercer est divisé entre ce district et le 15e district. Ils sont divisés par la 220e rue. Le 17e district englobe les municipalités de Burgess, Matherville, Viola, Preemption, Sherrard, Swedona, Cable, Windsor, North Henderson et Alexis (partagé avec le Comté de Warren).
Le Comté de Stephenson est divisé entre ce district et le 16e district. Ils sont divisés par Daws Rd, Howardsville Rd, Cedarville Rd, N Fawver Rd et Maize Rd. Le 17e district comprend les municipalités de Freeport, Pearl City et Bolton.
Le Comté de Tazewell est divisé entre ce district et le 16e district. Ils sont divisés par Illinois River, S 3rd St, Prince St, Elm St, Maple St, Mechanic St, Koch St, 5th St, Illinois Central Railroad, Townline Rd, Highway I-55, Illinois Highway 122, Indian Creek, Southwest Lincoln St, Southeast Main St, Hopedale Rd, Springtown Rd, Mackinaw Rd et Lagoon Rd. Le 17e district englobe les communes de Delavan, Green Valley et Armington; la majorité de South Pekin et une partie de Pekin (partagé avec le Comté de Peoria).
Le Comté de McLean est divisé entre ce district et le 16e district. Ils sont divisés par E 1000 North Rd, N 250 East Rd, E 1200 North Rd, Middle Fork Sugar Creek, E 1250 North Rd, N 750 East Rd, E 1300 North Rd, E 1280 North Rd, N 900 East Rd, E 1350 North Rd, E 1400 North Rd, N 1100 East Rd, N Rivian Motorway, King Mill Creek, Illinois Highway 74, Hovey Ave, S Cottage Ave, Gregory St, N Adelaide St, W Raab Rd, N Towanda Ave, E Shelbourne Dr, Old Route 66, Hershey Rd, E College Ave, Illinois Highway 55, Sugar Creek, General Electric Rd, Rainbow Ave, Mill Creek Rd, Clearwater Ave, Newcastle Dr, Illinois Highway 9, S Towanda Barnes Rd, Central Illinois Airport, Winchester Dr, S Hershey Rd, E Oakland Ave, S Veterans Parkway, S Mercer Ave, Norfolk and Southern Railroad, Rhodes Ln, E Hamilton Rd, S Morris Ave, Six Points Rd, W Oakland Ave, Fox Creek Rd, Crooked Creek Rd , Carrington Ln et N 1200 East Rd. Le 17e district englobe les municipalités de McLean , Shirley; la majorité de Bloomington et le sud de Normal.
Le Comté de Fulton est divisé entre ce district et le 15e district. Ils sont séparés par l'autoroute East Oscar Linn. Le 17e district comprend les municipalités de Canton, Cuba, Farmington (partagé avec le Comté de Peoria), Avon, Marietta, Ellisville, Smithfield, Fairview, Norris, St. David, Bryant, Dunfermline et Banner.
Le Comté de Peoria est divisé entre ce district et le 16e district. Ils sont séparés par W Gerber Rd/W Rosenbohm Rd, W Southport Rd, BN & SF Railroad, W Southport Rd, N Townhouse Rd, W Cottonwood Rd, N McAllister Rd, W Greengold Rd, W Farmington Rd, N Kickapoo Creek Rd, Cimetière Saint Mary's, N Swords Ave, N Northcrest Dr, C & NW Railroad, Weaverridge Golf Club, W Charter Oak Rd, Illinois Highway 6, W War Memorial Dr, N Allen Rd, W Northmoor Rd, Big Hollow Creek, West Imperial Dr , West Willow Knolls Dr, North University St, Manning Park, West Teton Dr, Illinois Highway 40, North Prospect Rd, East Prospect Ln, North Montclair Ave, East Euclid Ave, North Grandview Dr, Forest Park Nature Center, Forest Park Apartments, North Galena Rd, Illinois Highway 29 et Forest Park Riverfront-Longshore. Le 17e district comprend les municipalités de Hanna City, Glasford, Elmwood, Farmington (partagé avec le Comté de Fulton), Trivoli, Smithville, Lake Camelot, Kingston Mines, Bartonville et Mapleton; la plupart de Peoria, West Peoria et Bellevue; et une partie de Norwood, Peoria Heights et Pekin (partagé avec le Comté de Tazewell).
Le Comté de Winnebago est partagé entre ce district et le 17e district. Le 17e district englobe les communautés de Winnebago; la majorité de Rockford et une partie de Loves Park.
De 2003 à 2013, le quartier était connu comme « le lapin sur une planche à roulettes » pour sa forme inhabituelle conçue à la suite d'un gerrymandering,.

## Historique de vote
Ce tableau indique comment le district a voté aux élections présidentielles américaines ; les résultats des élections reflètent le vote dans la circonscription telle qu'elle était configurée au moment de l'élection, et non telle qu'elle est configurée aujourd'hui.
| Année | Poste     | Résultats               |
| ----- | --------- | ----------------------- |
| 2000  | Président | Gore 53,0 % - 43,0 %    |
| 2004  | Président | Kerry 51,0 % - 48,0 %   |
| 2008  | Président | Obama 60,0 % – 39,0 %   |
| 2012  | Président | Obama 57,0 % – 41,0 %   |
| 2016  | Président | Clinton 50,0 % – 42,0 % |
| 2020  | Président | Biden 54,0 % – 42,0 %   |

Ce tableau indique comment le district a voté lors des récentes élections à l'échelle de l'État ; les résultats des élections reflètent le vote dans la circonscription telle qu'elle est actuellement configurée, pas nécessairement telle qu'elle était au moment de ces élections.
| Année | Poste             | Résultats                  |
| ----- | ----------------- | -------------------------- |
| 2016  | Président         | Clinton 49,6 % – 42,9 %    |
| 2016  | Sénat             | Duckworth 49,9 % - 44,0 %  |
| 2018  | Gouverneur        | Pritzker 50,2 % - 40,9 %   |
| 2018  | Procureur Général | Raoul 50,3 % - 46,9 %      |
| 2018  | Secrétaire d'État | White 64,1 % - 33,3 %      |
| 2020  | Président         | Biden 52,7 % - 44,9 %      |
| 2020  | Sénat             | Durbin 52,6 % – 43,5 %     |
| 2022  | Sénat             | Duckworth 51,9 % - 46,1 %  |
| 2022  | Gouverneur        | Pritzker 49,4 % - 47,6 %   |
| 2022  | Procureur Général | Tom DeVore 49,7 % - 47,4 % |
| 2022  | Secrétaire d'État | Brady 51,3 % - 45,9 %      |

## Liste des Représentants du district
| Membre                          | Parti       | Années                          | Congrès     | Histoire électorale |
| ------------------------------- | ----------- | ------------------------------- | ----------- | --- |
| District établit le 4 mars 1873 |             |                                 |             | |
| William R. Morrison (en)        | Démocrate   | 4 mars 1873 - 3 mars 1883       | 43e - 47e   | Élu en 1872. Réélu en 1874. Réélu en 1876. Réélu en 1878. Réélu en 1880. Redécoupage vers le 18e district. |
| Samuel W. Moulton (en)          | Démocrate   | 4 mars 1883 - 3 mars 1885       | 48e         | Redécoupage depuis le 15e district et réélu en 1882. Retrait. |
| John R. Eden (en)               | Démocrate   | 4 mars 1885 -3 mars 1887        | 49e         | Élu en 1884. perd sa réélection. |
| Edward Lane (en)                | Démocrate   | 4 mars 1887 - 3 mars 1895       | 50e - 53e   | Élu en 1886. Réélu en 1888. Réélu en 1890. Réélu en 1892. Redécoupage vers le 18e district et perd sa réélection. |
| James A. Connolly (en)          | Républicain | 4 mars 1895 - 3 mars 1899       | 54e , 55e   | Élu en 1894. Réélu en 1896. Retrait. |
| Ben F. Caldwell (en)            | Démocrate   | 4 mars 1899 - 3 mars 1903       | 56e , 57e   | Élu en 1898. Réélu en 1900. Redécoupage vers le 21e district. |
| John A. Sterling (en)           | Républicain | 4 mars 1903 - 3 mars 1913       | 58e - 62e   | Élu en 1902. Réélu en 1904. Réélu en 1906. Réélu en 1908. Réélu en 1910. perd sa réélection. |
| Louis FitzHenry (en)            | Démocrate   | 4 mars 1913 - 3 mars 1915       | 63e         | Élu en 1912. Perd sa réélection. |
| John A. Sterling (en)           | Républicain | 4 mars 1915 - 17 octobre 1918   | 64e , 65e   | Élu en 1914. Réélu en 1916. Décès. |
| Vacant                          | Vacant      | 17 octobre 1918 - 3 mars 1919   | 65e         | |
| Frank L. Smith                  | Républicain | 4 mars 1919 - 3 mars 1921       | 66e         | Élu en 1918. Retrait pour se présenter comme Sénateur des États-Unis. |
| Frank H. Funk (en)              | Républicain | 4 mars 1921 - 3 mars 1927       | 67e - 69e   | Élu en 1920. Réélu en 1922. Réélu en 1924. Perd sa renomination. |
| Homer W. Hall (en)              | Républicain | 4 mars 1927 - 3 mars 1933       | 70e - 72e   | Élu en 1926. Réélu en 1928. Réélu en 1930. perd sa réélection. |
| Frank Gillespie (en)            | Démocrate   | 4 mars 1933 - 3 janvier 1935    | 73e         | Élu en 1932. Perd sa réélection. |
| Leslie C. Arends (en)           | Républicain | 3 janvier 1935 - 3 janvier 1973 | 74e - 92e   | Élu en 1934. Réélu en 1936. Réélu en 1938. Réélu en 1940. Réélu en 1942. Réélu en 1944. Réélu en 1946. Réélu en 1948. Réélu en 1950. Réélu en 1952. Réélu en 1954. Réélu en 1956. Réélu en 1958. Réélu en 1960. Réélu en 1962. Réélu en 1964. Réélu en 1966. Réélu en 1968. Réélu en 1970. Redécoupage vers le 15e district. |
| George M. O'Brien               | Républicain | 3 janvier 1973 - 3 janvier 1983 | 93e - 97e   | Élu en 1972. Réélu en 1974. Réélu en 1976. Réélu en 1978. Réélu en 1980. Redécoupage vers le 4e district. |
| Lane Evans                      | Démocrate   | 3 janvier 1983 - 3 janvier 2007 | 98e - 109e  | Élu en 1982. Réélu en 1984. Réélu en 1986. Réélu en 1988. Réélu en 1990. Réélu en 1992. Réélu en 1994. Réélu en 1996. Réélu en 1998. Réélu en 2000. Réélu en 2002. Réélu en 2004. Retrait. |
| Phil Hare                       | Démocrate   | 3 janvier 2007 - 3 janvier 2011 | 110e , 111e | Élu en 2006. Réélu en 2008. perd sa réélection. |
| Bobby Schilling                 | Républicain | 3 janvier 2011 - 3 janvier 2013 | 112e        | Élu en 2010. perd sa réélection. |
| Cheri Bustos                    | Démocrate   | 3 janvier 2013 - 3 janvier 2023 | 113e - 117e | Élue en 2012. Réélue en 2014. Réélue en 2016. Réélue en 2018. Réélue en 2020. Retrait. |
| Eric Sorensen                   | Démocrate   | 3 janvier 2023 - Présent        | 118e        | Élu en 2022. |

## Résultats des récentes élections
Voici les résultats des dix précédents cycles électoraux dans le district.

### 2004
| Élection de 2004 du 17e district congressionnel de l'Illinois | Élection de 2004 du 17e district congressionnel de l'Illinois | Élection de 2004 du 17e district congressionnel de l'Illinois | Élection de 2004 du 17e district congressionnel de l'Illinois | Élection de 2004 du 17e district congressionnel de l'Illinois |
| ------------------------------------------------------------- | ------------------------------------------------------------- | ------------------------------------------------------------- | ------------------------------------------------------------- | ------------------------------------------------------------- |
| Parti                                                         | Parti                                                         | Candidat                                                      | Votes                                                         | %                                                             |
|                                                               | Démocrate                                                     | Lane Evans (sortant)                                          | 172 320                                                       | 60,7                                                          |
|                                                               | Républicain                                                   | Andrea Zinga                                                  | 111 680                                                       | 39,3                                                          |
| Total des votes                                               | Total des votes                                               | Total des votes                                               | 284 000                                                       | 100 %                                                         |
|                                                               | Les Démocrates conservent                                     |                                                               |                                                               |                                                               |

### 2006
| Élection de 2006 du 17e district congressionnel de l'Illinois | Élection de 2006 du 17e district congressionnel de l'Illinois | Élection de 2006 du 17e district congressionnel de l'Illinois | Élection de 2006 du 17e district congressionnel de l'Illinois | Élection de 2006 du 17e district congressionnel de l'Illinois |
| ------------------------------------------------------------- | ------------------------------------------------------------- | ------------------------------------------------------------- | ------------------------------------------------------------- | ------------------------------------------------------------- |
| Parti                                                         | Parti                                                         | Candidat                                                      | Votes                                                         | %                                                             |
|                                                               | Démocrate                                                     | Phil Hare                                                     | 115 025                                                       | 57,2                                                          |
|                                                               | Républicain                                                   | Andrea Zinga                                                  | 86 161                                                        | 42,8                                                          |
| Total des votes                                               | Total des votes                                               | Total des votes                                               | 201 186                                                       | 100 %                                                         |
|                                                               | Les Démocrates conservent                                     |                                                               |                                                               |                                                               |

### 2008
| Élection de 2008 du 17e district congressionnel de l'Illinois | Élection de 2008 du 17e district congressionnel de l'Illinois | Élection de 2008 du 17e district congressionnel de l'Illinois | Élection de 2008 du 17e district congressionnel de l'Illinois | Élection de 2008 du 17e district congressionnel de l'Illinois |
| ------------------------------------------------------------- | ------------------------------------------------------------- | ------------------------------------------------------------- | ------------------------------------------------------------- | ------------------------------------------------------------- |
| Parti                                                         | Parti                                                         | Candidat                                                      | Votes                                                         | %                                                             |
|                                                               | Démocrate                                                     | Phil Hare (sortant)                                           | 220 961                                                       | 99,8                                                          |
|                                                               | Write-In                                                      | Mark Edward Lioen                                             | 517                                                           | 0,2                                                           |
| Total des votes                                               | Total des votes                                               | Total des votes                                               | 221 478                                                       | 100 %                                                         |
|                                                               | Les Démocrates conservent                                     |                                                               |                                                               |                                                               |

### 2010
| Élection de 2010 du 17e district congressionnel de l'Illinois | Élection de 2010 du 17e district congressionnel de l'Illinois | Élection de 2010 du 17e district congressionnel de l'Illinois | Élection de 2010 du 17e district congressionnel de l'Illinois | Élection de 2010 du 17e district congressionnel de l'Illinois |
| ------------------------------------------------------------- | ------------------------------------------------------------- | ------------------------------------------------------------- | ------------------------------------------------------------- | ------------------------------------------------------------- |
| Parti                                                         | Parti                                                         | Candidat                                                      | Votes                                                         | %                                                             |
|                                                               | Républicain                                                   | Bobby Schilling                                               | 104 583                                                       | 52,6                                                          |
|                                                               | Démocrate                                                     | Phil Hare (sortant)                                           | 85 454                                                        | 43,0                                                          |
|                                                               | Vert                                                          | Roger K. Davis                                                | 8 861                                                         | 4,5                                                           |
| Total des votes                                               | Total des votes                                               | Total des votes                                               | 198 898                                                       | 100 %                                                         |
|                                                               | Les Républicains prennent aux Démocrates                      |                                                               |                                                               |                                                               |

### 2012
| Élection de 2012 du 17e district congressionnel de l'Illinois | Élection de 2012 du 17e district congressionnel de l'Illinois | Élection de 2012 du 17e district congressionnel de l'Illinois | Élection de 2012 du 17e district congressionnel de l'Illinois | Élection de 2012 du 17e district congressionnel de l'Illinois |
| ------------------------------------------------------------- | ------------------------------------------------------------- | ------------------------------------------------------------- | ------------------------------------------------------------- | ------------------------------------------------------------- |
| Parti                                                         | Parti                                                         | Candidat                                                      | Votes                                                         | %                                                             |
|                                                               | Démocrate                                                     | Cheri Bustos                                                  | 153 519                                                       | 53,3                                                          |
|                                                               | Républicain                                                   | Bobby Schilling (sortant)                                     | 134 623                                                       | 46,7                                                          |
|                                                               | Indépendant                                                   | Eric Reyes                                                    | 10                                                            | 0,0                                                           |
| Total des votes                                               | Total des votes                                               | Total des votes                                               | 288 152                                                       | 100 %                                                         |
|                                                               | Les Démocrates prennent aux Républicains                      |                                                               |                                                               |                                                               |

### 2014
| Élection de 2014 du 17e district congressionnel de l'Illinois | Élection de 2014 du 17e district congressionnel de l'Illinois | Élection de 2014 du 17e district congressionnel de l'Illinois | Élection de 2014 du 17e district congressionnel de l'Illinois | Élection de 2014 du 17e district congressionnel de l'Illinois |
| ------------------------------------------------------------- | ------------------------------------------------------------- | ------------------------------------------------------------- | ------------------------------------------------------------- | ------------------------------------------------------------- |
| Parti                                                         | Parti                                                         | Candidat                                                      | Votes                                                         | %                                                             |
|                                                               | Démocrate                                                     | Cheri Bustos (sortante)                                       | 110 560                                                       | 55,5                                                          |
|                                                               | Républicain                                                   | Bobby Schilling                                               | 88 785                                                        | 44,5                                                          |
| Total des votes                                               | Total des votes                                               | Total des votes                                               | 199 345                                                       | 100 %                                                         |
|                                                               | Les Démocrates conservent                                     |                                                               |                                                               |                                                               |

### 2016
| Élection de 2016 du 17e district congressionnel de l'Illinois | Élection de 2016 du 17e district congressionnel de l'Illinois | Élection de 2016 du 17e district congressionnel de l'Illinois | Élection de 2016 du 17e district congressionnel de l'Illinois | Élection de 2016 du 17e district congressionnel de l'Illinois |
| ------------------------------------------------------------- | ------------------------------------------------------------- | ------------------------------------------------------------- | ------------------------------------------------------------- | ------------------------------------------------------------- |
| Parti                                                         | Parti                                                         | Candidat                                                      | Votes                                                         | %                                                             |
|                                                               | Démocrate                                                     | Cheri Bustos (sortante)                                       | 173 125                                                       | 60,3                                                          |
|                                                               | Républicain                                                   | Patrick Harlan                                                | 113 943                                                       | 39,7                                                          |
| Total des votes                                               | Total des votes                                               | Total des votes                                               | 287 068                                                       | 100 %                                                         |
|                                                               | Les Démocrates conservent                                     |                                                               |                                                               |                                                               |

### 2018
| Élection de 2018 du 17e district congressionnel de l'Illinois | Élection de 2018 du 17e district congressionnel de l'Illinois | Élection de 2018 du 17e district congressionnel de l'Illinois | Élection de 2018 du 17e district congressionnel de l'Illinois | Élection de 2018 du 17e district congressionnel de l'Illinois |
| ------------------------------------------------------------- | ------------------------------------------------------------- | ------------------------------------------------------------- | ------------------------------------------------------------- | ------------------------------------------------------------- |
| Parti                                                         | Parti                                                         | Candidat                                                      | Votes                                                         | %                                                             |
|                                                               | Démocrate                                                     | Cheri Bustos (sortante)                                       | 142 659                                                       | 62,1                                                          |
|                                                               | Républicain                                                   | Bill Fawell                                                   | 87 090                                                        | 37,9                                                          |
| Total des votes                                               | Total des votes                                               | Total des votes                                               | 229 749                                                       | 100 %                                                         |
|                                                               | Les Démocrates conservent                                     |                                                               |                                                               |                                                               |

### 2020
| Élection de 2020 du 17e district congressionnel de l'Illinois, | Élection de 2020 du 17e district congressionnel de l'Illinois, | Élection de 2020 du 17e district congressionnel de l'Illinois, | Élection de 2020 du 17e district congressionnel de l'Illinois, | Élection de 2020 du 17e district congressionnel de l'Illinois, |
| -------------------------------------------------------------- | -------------------------------------------------------------- | -------------------------------------------------------------- | -------------------------------------------------------------- | -------------------------------------------------------------- |
| Parti                                                          | Parti                                                          | Candidat                                                       | Votes                                                          | %                                                              |
|                                                                | Démocrate                                                      | Cheri Bustos (sortante)                                        | 156 011                                                        | 52,0                                                           |
|                                                                | Républicain                                                    | Edsther Joy King                                               | 143 863                                                        | 48,0                                                           |
|                                                                | Indépendant                                                    | General Parker (write-in)                                      | 21                                                             | 0,0                                                            |
| Total des votes                                                | Total des votes                                                | Total des votes                                                | 299 895                                                        | 100 %                                                          |
|                                                                | Les Démocrates conservent                                      |                                                                |                                                                |                                                                |

### 2022
| Primaire Démocrate de 2022 du 17e district congressionnel de l'Illinois | Primaire Démocrate de 2022 du 17e district congressionnel de l'Illinois | Primaire Démocrate de 2022 du 17e district congressionnel de l'Illinois | Primaire Démocrate de 2022 du 17e district congressionnel de l'Illinois | Primaire Démocrate de 2022 du 17e district congressionnel de l'Illinois |
| ----------------------------------------------------------------------- | ----------------------------------------------------------------------- | ----------------------------------------------------------------------- | ----------------------------------------------------------------------- | ----------------------------------------------------------------------- |
| Parti                                                                   | Parti                                                                   | Candidat                                                                | Votes                                                                   | %                                                                       |
|                                                                         | Démocrate                                                               | Eric Sorensen                                                           | 14 702                                                                  | 37,7                                                                    |
|                                                                         | Démocrate                                                               | Litesa Wallace                                                          | 9 103                                                                   | 23,3                                                                    |
|                                                                         | Démocrate                                                               | Jonathan Logemann                                                       | 5 628                                                                   | 14,4                                                                    |
|                                                                         | Démocrate                                                               | Angie Normoyle                                                          | 4 818                                                                   | 12,4                                                                    |
|                                                                         | Démocrate                                                               | Marsha Williams                                                         | 2 701                                                                   | 6,9                                                                     |
|                                                                         | Démocrate                                                               | Jacqueline McGowan                                                      | 2 040                                                                   | 5,2                                                                     |

| Primaire Républicaine de 2022 du 17e district congressionnel de l'Illinois | Primaire Républicaine de 2022 du 17e district congressionnel de l'Illinois | Primaire Républicaine de 2022 du 17e district congressionnel de l'Illinois | Primaire Républicaine de 2022 du 17e district congressionnel de l'Illinois | Primaire Républicaine de 2022 du 17e district congressionnel de l'Illinois |
| -------------------------------------------------------------------------- | -------------------------------------------------------------------------- | -------------------------------------------------------------------------- | -------------------------------------------------------------------------- | -------------------------------------------------------------------------- |
| Parti                                                                      | Parti                                                                      | Candidat                                                                   | Votes                                                                      | %                                                                          |
|                                                                            | Républicain                                                                | Esther Joy King                                                            | 31 065                                                                     | 68,5                                                                       |
|                                                                            | Républicain                                                                | Charlie Helmick                                                            | 14 274                                                                     | 31,5                                                                       |

| Élection de 2022 du 17e district congressionnel de l'Illinois | Élection de 2022 du 17e district congressionnel de l'Illinois | Élection de 2022 du 17e district congressionnel de l'Illinois | Élection de 2022 du 17e district congressionnel de l'Illinois | Élection de 2022 du 17e district congressionnel de l'Illinois |
| ------------------------------------------------------------- | ------------------------------------------------------------- | ------------------------------------------------------------- | ------------------------------------------------------------- | ------------------------------------------------------------- |
| Parti                                                         | Parti                                                         | Candidat                                                      | Votes                                                         | %                                                             |
|                                                               | Démocrate                                                     | Eric Sorensen                                                 | 121 186                                                       | 52,0                                                          |
|                                                               | Républicain                                                   | Esther Joy King                                               | 111 931                                                       | 48,0                                                          |
|                                                               | Write-In                                                      | Write-In                                                      | 6                                                             | 0,0                                                           |
| Total des votes                                               | Total des votes                                               | Total des votes                                               | 233 123                                                       | 100 %                                                         |
|                                                               | Les Démocrates conservent                                     |                                                               |                                                               |                                                               |

### 2024
| Primaire Démocrate de 2024 du 17e district congressionnel de l'Illinois | Primaire Démocrate de 2024 du 17e district congressionnel de l'Illinois | Primaire Démocrate de 2024 du 17e district congressionnel de l'Illinois | Primaire Démocrate de 2024 du 17e district congressionnel de l'Illinois | Primaire Démocrate de 2024 du 17e district congressionnel de l'Illinois |
| ----------------------------------------------------------------------- | ----------------------------------------------------------------------- | ----------------------------------------------------------------------- | ----------------------------------------------------------------------- | ----------------------------------------------------------------------- |
| Parti                                                                   | Parti                                                                   | Candidat                                                                | Votes                                                                   | %                                                                       |
|                                                                         | Démocrate                                                               | Eric Sorensen (sortant)                                                 | 28 533                                                                  | 100%                                                                    |

| Primaire Républicaine de 2024 du 17e district congressionnel de l'Illinois | Primaire Républicaine de 2024 du 17e district congressionnel de l'Illinois | Primaire Républicaine de 2024 du 17e district congressionnel de l'Illinois | Primaire Républicaine de 2024 du 17e district congressionnel de l'Illinois | Primaire Républicaine de 2024 du 17e district congressionnel de l'Illinois |
| -------------------------------------------------------------------------- | -------------------------------------------------------------------------- | -------------------------------------------------------------------------- | -------------------------------------------------------------------------- | -------------------------------------------------------------------------- |
| Parti                                                                      | Parti                                                                      | Candidat                                                                   | Votes                                                                      | %                                                                          |
|                                                                            | Républicain                                                                | Joe McGraw                                                                 | 20 223                                                                     | 67,6                                                                       |
|                                                                            | Républicain                                                                | Scott Crowl                                                                | 9696                                                                       | 32,4                                                                       |

| Élection de 2024 du 17e district congressionnel de l'Illinois | Élection de 2024 du 17e district congressionnel de l'Illinois | Élection de 2024 du 17e district congressionnel de l'Illinois | Élection de 2024 du 17e district congressionnel de l'Illinois | Élection de 2024 du 17e district congressionnel de l'Illinois |
| ------------------------------------------------------------- | ------------------------------------------------------------- | ------------------------------------------------------------- | ------------------------------------------------------------- | ------------------------------------------------------------- |
| Parti                                                         | Parti                                                         | Candidat                                                      | Votes                                                         | %                                                             |
|                                                               | Démocrate                                                     | Eric Sorensen (sortant)                                       | 170 261                                                       | 54,4                                                          |
|                                                               | Républicain                                                   | Joe McGraw                                                    | 142 567                                                       | 45,6                                                          |
| Total des votes                                               | Total des votes                                               | Total des votes                                               | 312 828                                                       | 100 %                                                         |
|                                                               | Les Démocrates conservent                                     |                                                               |                                                               |                                                               |